# Meteoriaceae
Meteoriaceae là một họ rêu trong bộ Isobryales.